# Calciosamarskite
La calciosamarskite è un minerale, pironiobato di calcio, uranio, torio, ittrio e terre rare.

## Etimologia
Il nome deriva dalla composizione chimica: è una samarskite con prevalenza di calcio, e anche dall'ingegnere russo Vasilij Samarskij-Bychovec.